# Luftbefeuchter

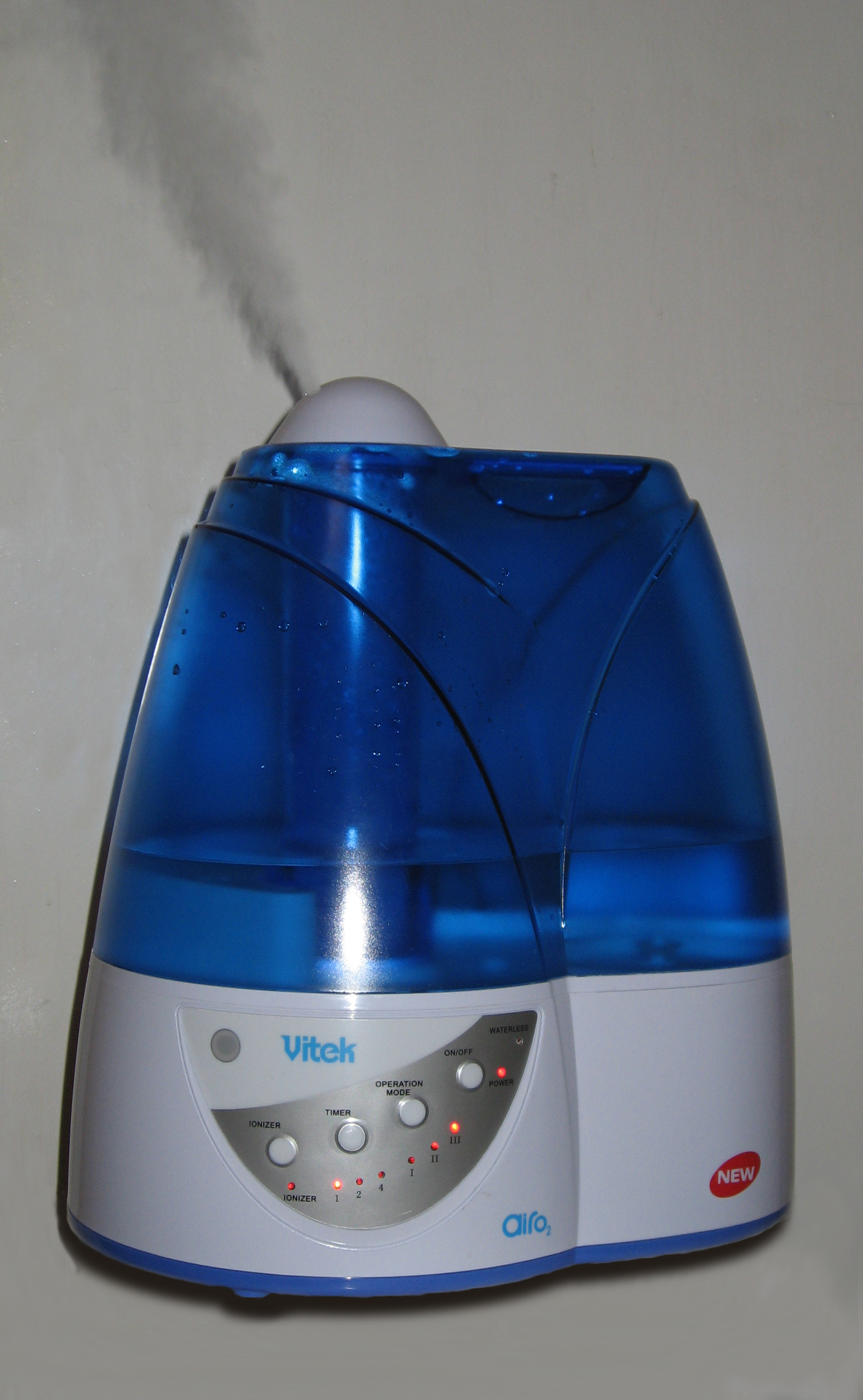
Ultraschall-Luftbefeuchter

Ein Luftbefeuchter (umgangssprachlich Befeuchter) ist zumeist ein technisches Gerät zur Erhöhung der Luftfeuchtigkeit. Man unterscheidet zwischen kleineren Geräten mit einem Wassertank für die Aufstellung im Raum und Geräten mit festem Anschluss an eine Wasserleitung, zum Beispiel für den Einbau in zentrale Lüftungsanlagen.

## Zweck
Besonders in der Heizperiode fällt häufig die relative Luftfeuchtigkeit unter den für Wohn- und Arbeitsräume empfohlenen Bereich von 40 % rF (siehe auch Behaglichkeit). Diese geringe Feuchte wirkt sich ungünstig auf das Wohlbefinden von Menschen und Tieren aus und kann auf Dauer zu Erkrankungen des Atmungssystems führen. Atemwegserkrankungen, Stimmstörungen, Augenreizungen, Hautkrankheiten und andere Symptome können durch zu trockene Raumluft begünstigt werden. Auch für Möbel, Holzböden, Antiquitäten oder Musikinstrumente kann die Austrocknung schädlich sein. Außerdem sinkt die gefühlte Temperatur bei sehr niedriger Luftfeuchte. Mit dem Einsatz von Luftbefeuchtern steigt jedoch die Anforderung an die Hygiene, da mit steigender Feuchte auch Mikroorganismen bzw. Keime gefördert werden.
Manchmal ist auch der gegenteilige Effekt, also die Senkung der Luftfeuchtigkeit, erwünscht, beispielsweise in Museen, um die Alterung von Gemälden und anderen Ausstellungsstücken zu bremsen. Dazu werden Luftentfeuchter oder kombinierte Klimageräte eingesetzt.
Von den Geräten zur Raumluftbefeuchtung zu unterscheiden sind Luftbefeuchter in der Medizin und Pflege. Dort geht es um die Befeuchtung der Atemluft von künstlich beatmeten Personen zum Schutz der Schleimhäute.

## Bauarten

### Dampfluftbefeuchter
Dampfluftbefeuchter, auch Verdampfer genannt, bringen Wasser zum Sieden und geben den Dampf an die Raumluft ab. Ihre wesentlichen Merkmale sind:
- hoher Energieverbrauch,
- hohe Befeuchtungsleistung,
- hygienisch, weil durch die Verdampfung ggf. im Wasser befindliche Keime abgetötet werden,
- Gefahr von Kondensatniederschlag bei ungünstiger Aufstellung und kühler Umgebung,
- Bei hohem Kalkgehalt im Wasser: Gefahr von Kalkniederschlag im Gerät, Wartungsaufwand,
- Gefahr durch lungengängige Aerosole bei unzureichender Erhitzung (Legionellose),
- Bei Verkalkung besteht die Gefahr, dass das Wasser nicht mehr ausreichend erhitzt wird und Bakterienbildung Vorschub geleistet wird,
- Gefahr der Überfeuchtung, Regelung nötig sowie
- Gefahr der Verbrühung durch den austretenden Dampf.

Es gibt zwei unterschiedliche Bauformen:
- Beim Elektrodenverdampfer befinden sich direkt im Wassertank zwei Elektroden, zwischen denen ein Strom durch das Wasser fließt. Dadurch wird das Wasser zwischen den Elektroden bis zum Siedepunkt erhitzt. Diese Geräte können nicht mit destilliertem beziehungsweise entmineralisiertem Wasser betrieben werden, da diesem die notwendige elektrische Leitfähigkeit fehlt.
- Beim Heizelementverdampfer wird Wasser aus einem Vorratsbehälter, oder einer Trinkwasserleitung in eine Verdampfungskammer geführt. Dort befindet sich ein elektrisches Heizelement, das ähnlich einer Herdplatte arbeitet. Der Strom fließt dabei durch eine Heizwendel. Bei einigen Geräten ist diese zur leichteren Reinigung mit einer Abdeckung aus antihaft-beschichtetem Material versehen. Geräte dieser Bauart können mit destilliertem Wasser betrieben werden, um die Ablagerung von Mineralien zu vermeiden. Über einen Schlauch gelangt der Dampf zu einer Dampflanze, die im Lüftungskanal eingebaut ist und große Mengen Wasserdampf an die strömende Luft abgibt.

### Hochdruck-Luftbefeuchter
Das Prinzip der Hochdruck-Luftbefeuchtung basiert auf der Erzeugung eines feinen Wassernebels durch spezielle Zerstäuberdüsen. Dabei wird Wasser mit einem Druck von 50 bis 200 bar durch winzige Düsen gepresst. Die entstehenden Wassertröpfchen sind extrem klein, meist im Bereich von 5 bis 15 Mikrometern, und können daher leicht von der Luft aufgenommen werden. Dieser Prozess wird auch als adiabatische Kühlung bezeichnet, da die Verdunstung der Tröpfchen der Umgebungsluft Wärme entzieht und sie gleichzeitig abkühlt.
Die Hochdruck-Luftbefeuchtung bietet mehrere Vorteile gegenüber traditionellen Luftbefeuchtungssystemen:
- Energieeffizienz: Der Verdunstungsprozess erfordert weniger Energie als andere Methoden wie Dampfbefeuchtung.
- Präzise Steuerung: Moderne Steuerungssysteme ermöglichen eine exakte Regulierung der Luftfeuchtigkeit.
- Kosteneffizienz: Geringere Betriebskosten durch niedrigen Energieverbrauch und reduzierten Wartungsaufwand.
- Kühlungseffekt: Neben der Befeuchtung sorgt die Verdunstung für eine spürbare Abkühlung der Luft.
- Hygiene: Systeme mit effektiven Wasserfiltrations- und Desinfektionstechnologien minimieren das Risiko mikrobieller Kontamination.

### Verdunster

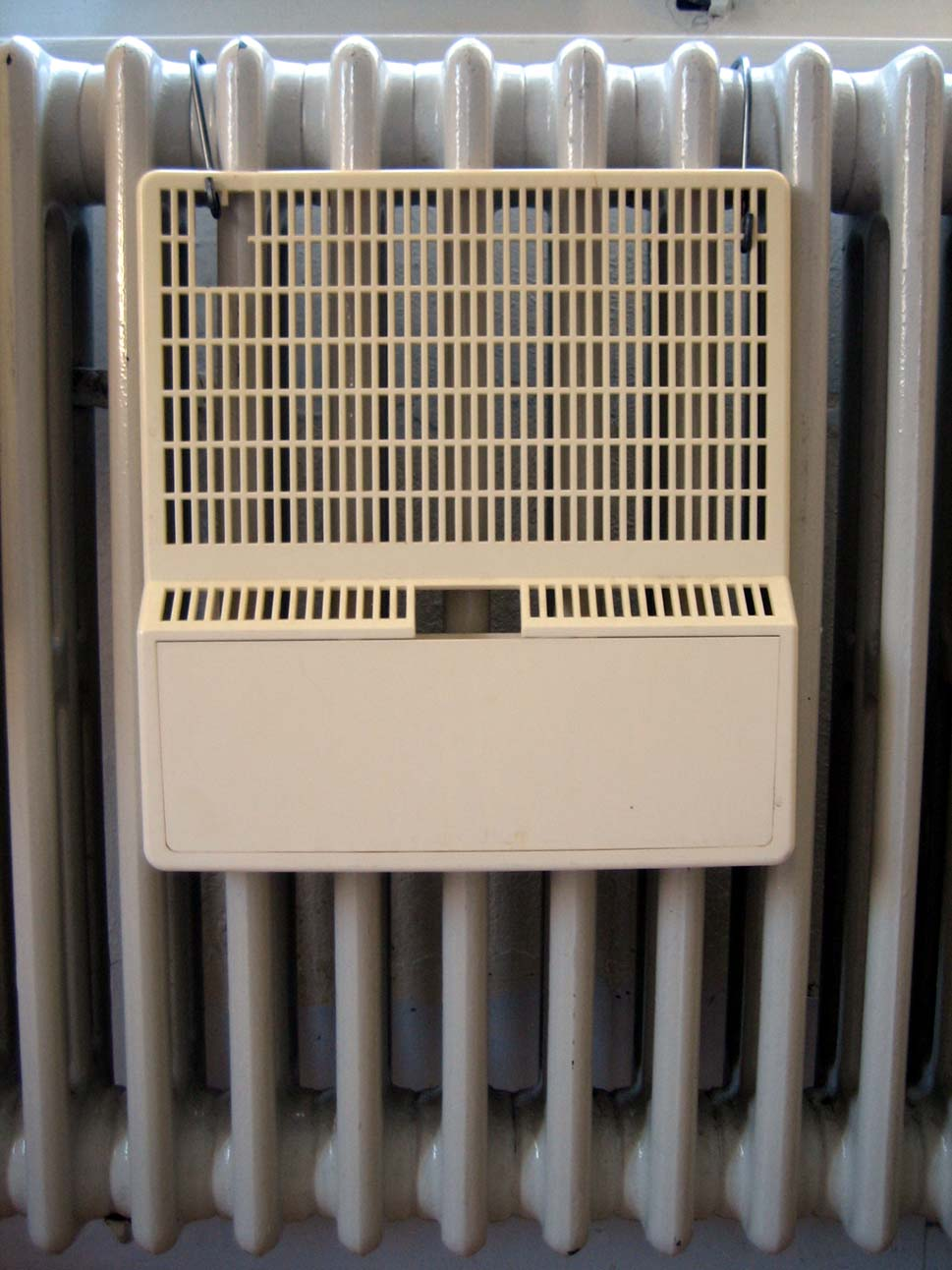
Passiver Luftbefeuchter an einem Heizkörper

Verdunster verteilen das Wasser mittels Filtermatten oder rotierenden Lamellen auf eine möglichst große Oberfläche und können optional zusätzlich einen Luftstrom darüber blasen. Merkmale sind:
- niedriger Energieverbrauch,
- mittlere bis geringe Befeuchtungsleistung – große Modelle haben aber teilweise Leistungen von 20 bis 30 Liter am Tag und sind damit auch für größere Räume und offene Bauweisen geeignet.
- Absenkung der Lufttemperatur (adiabate Kühlung)
- keine Aerosolbildung
- natürliche Regelung der Raumfeuchte, keine Überfeuchtung
- erfordert regelmäßige Reinigung oder Zugabe von Desinfektionsmittel ins Wasser (bei UVC-Entkeimung, also Desinfektion via Ultraviolettstrahlen nicht erforderlich)

Verdunster arbeiten passiv, indem ein Behälter mit Wasser z. B. an einem Heizkörper angebracht wird. Die Verdunstungsleistung ist dabei gering. Auch ein nasses Handtuch auf der Heizung und ein Zimmerspringbrunnen wirken nach diesem Prinzip. Das Wasser im Verdunster kann leicht verkeimen, da sich im Wasser vorhandene Keime in der warmen Umgebung rasch vermehren können. Allerdings kann es nicht zu einer Kontamination der Luft kommen, da sich keine Aerosole bilden.

### Zerstäuber
Bei älteren Zerstäubern wurde aus einem Vorratsgefäß angesaugtes Wasser von Rand einer schnell rotierenden Scheibe gegen ein feines Sieb geschleudert und der dabei entstehende Wassernebel anschließend durch auf der rotierenden Scheibe befestigte Ventilatorflügel in den Raum geblasen. Moderne Zerstäuber dagegen nutzen Ultraschall oder Druckpumpen mit feinen Düsen, um das Wasser zu winzigen Tröpfchen zu vernebeln, die optional mit einem Ventilator in den Raum geblasen werden. Ihre Merkmale sind:
- niedriger Energieverbrauch

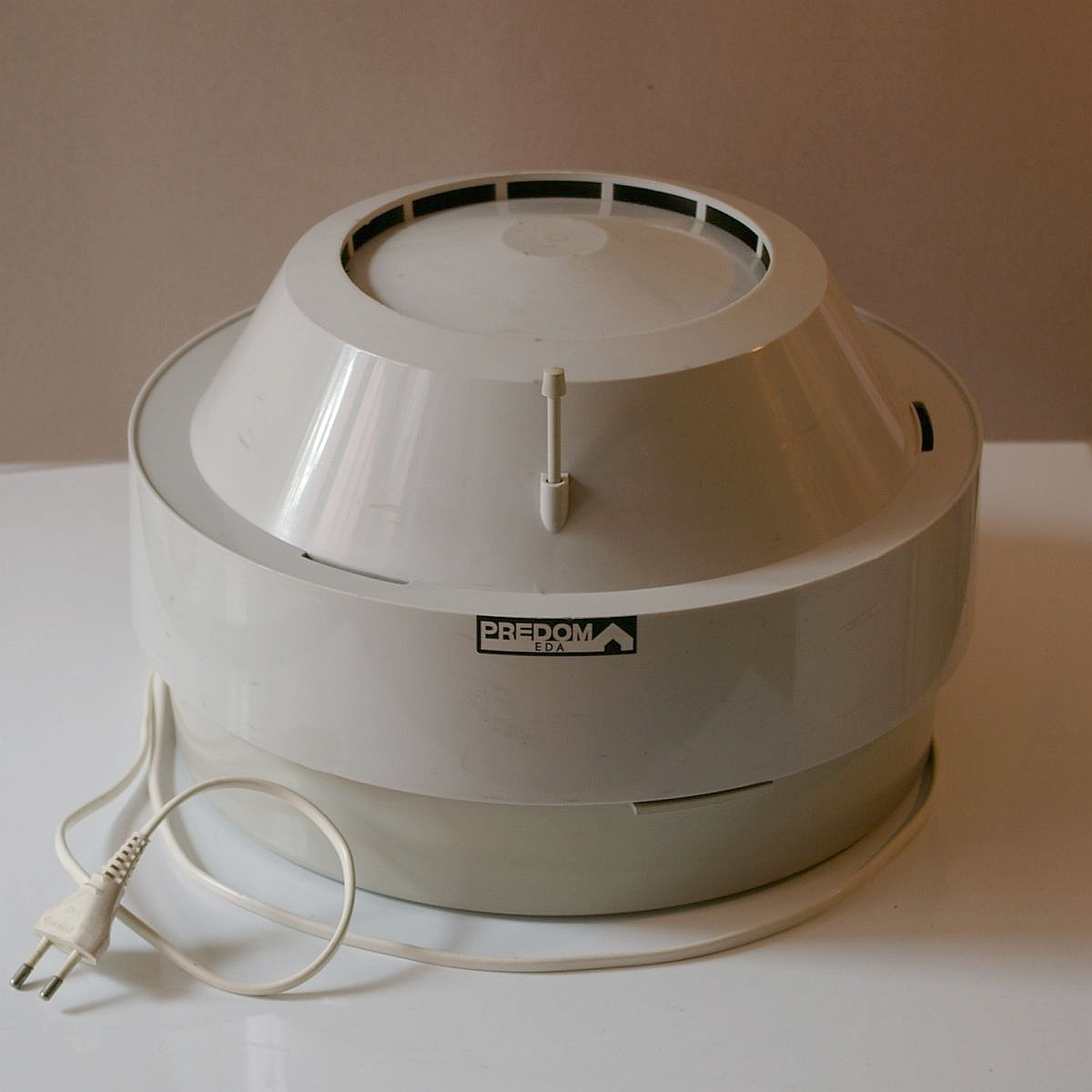
Wasserzerstäuber NW-5 (Polen, 1977) mit innen liegender rotierender Wirbelscheibe

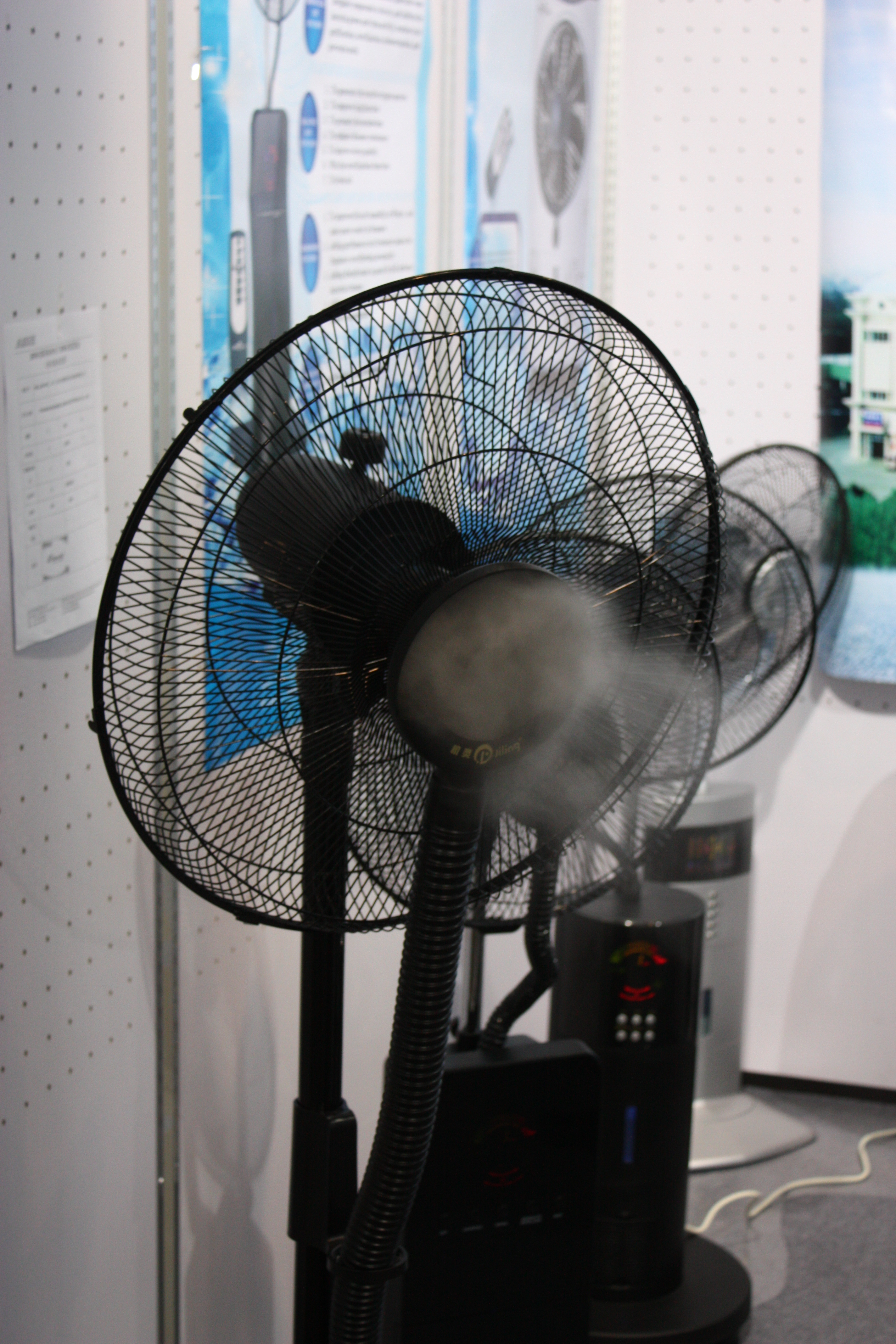
Ventilator mit Wassernebelerzeuger

- Absenkung der Lufttemperatur (durch adiabate Kühlung)
- Möglichkeit von Kondensat- und Kalkniederschlägen in der Umgebung des Gerätes bei falscher Einstellung bzw. zu hohem Kalkgehalt des Wassers und Erzeugung von Feinstaub[2]
- Möglichkeit einer Keimbelastung des  Nebels (z. B. durch Legionellen) bei Einspeisung aus Vorratsbehältern mit zu hoher Wassertemperatur oder unzureichend gewarteten Warmwasserleitungen
- Erfordernis regelmäßiger und sorgfältiger Reinigung von Vorratsbehältern

## Alternativen
Neben diesen technischen Lösungen können Zimmerpflanzen – insbesondere solche mit einem hohen Wasserverbrauch wie z. B. die Grünlilie oder Cyperus alternifolius – das Raumklima verbessern und sogar die Luft reinigen. Dieser Effekt ist aber in größeren Räumen bzw. bei sehr geringer Raumfeuchtigkeit relativ begrenzt, da die Transpiration der Pflanzen allein kaum ausreicht, die erforderlichen Wassermengen abzugeben. Daneben kann auch der Einsatz diffusionsoffener Baustoffe mit einem gewissen Speichervermögen für Feuchtigkeit bei gleichzeitig winddichter Ausführung des Gebäudes Schwankungen der Luftfeuchtigkeit reduzieren. 